# Shirō Moritani
Shirō Moritani (森谷司郎, Moritani Shirō) est un scénariste et réalisateur japonais, né le 28 septembre 1931 à Tokyo et mort le 2 décembre 1984. 

## Biographie
Shirō Moritani fait ses études à l'université Waseda. Il débute comme assistant réalisateur en 1961 sur Le Garde du corps (Yojimbo) d'Akira Kurosawa. Son film le plus connu est Mont Hakkoda pour lequel il obtint le prix Mainichi en 1978.
Il a réalisé plus de vingt films et écrit une dizaine de scénarios entre 1958 et 1985

## Filmographie

### Réalisateur
La mention « +scénariste » indique que Shirō Moritani est aussi auteur du scénario.
- 1966 : Zero faita dai kūsen (ゼロ・ファイター 大空戦?)
- 1967 : Zoku izoku e (続・何処へ?)
- 1967 : Sodachi zakari (育ちざかり?)
- 1968 : Kubi (首?)
- 1968 : Aniki no koibito (兄貴の恋人?)
- 1969 : Futari no koibito (二人の恋人?)
- 1969 : La Plaie de la balle (弾痕, Dankon?)[2]
- 1970 : Akazukinchan kiotsukete (赤頭巾ちゃん気をつけて?) +scénariste
- 1971 : Hajimete no tabi (初めての旅?)
- 1971 : Saredowareraga bibi yori wakarenōta (「されどわれらが日々－」より 別れの詩?)
- 1971 : Shiosai (潮騒?)
- 1972 : Aozameta nichiyō hi (蒼ざめた日曜日?)
- 1972 : Hajimete no ai (初めての愛?) +scénariste
- 1973 : Hōka-go (放課後?)
- 1973 : La Submersion du Japon (日本沈没, Nihon chinbotsu?)
- 1977 : Mont Hakkoda (八甲田山, Hakkodasan?)
- 1978 : Seishoku no ishibumi (聖職の碑?)
- 1980 : Dōran (動乱?)
- 1981 : Hyōryū (漂流?)
- 1982 : Kaikyō (海峡?) +scénariste
- 1983 : Shōsetsu Yoshida gakko (小説吉田学校?) +scénariste

### Scénariste
- 1958 : Otona niwa wakaranai: Seishun hakusho (青春白書 大人には分らない?) d'Eizō Sugawa
- 1963 : Taiyō wa yondeiru (太陽は呼んでいる?) d'Eizō Sugawa
- 1973 : Hatachi no genten (二十歳の原点?) de Kenjirō Ōmori (ja)